# Skalhöjd
Skalhöjden, vanligen betecknad med bokstaven H, är ett uttryck som används i olika vetenskapliga sammanhang om det vertikala avståndet över vilket någon storhet avtar med en faktor e (ungefär lika med 2,71828), basen för den naturliga logaritmen.
Ett specifikt exempel på tillämpning är planetatmosfärer. Skalhöjden är här den ökning i altitud som medför att trycket sjunker med faktorn e. Skalhöjden är konstant för en specifik temperatur och kan beräknas genom
{\displaystyle H={\frac {kT}{Mg}}}
där:
- k = Boltzmanns konstant = 1,38 x 10−23 (J·K−1)
- T = medeltemperaturen på ytan (K)
- M = medelmolekylmassan hos torr luft (kg)
- g = ytgravitationen (m/s²)

Trycket i atmosfären orsakas av vikten av atmosfären på den underliggande atmosfären. Om atmosfären vid en höjd av z har en densitet ρ och tryck P så kommer en rörelse uppåt vid en infinitesimalt liten höjd dz öka trycket med en mängd dP, lika med vikten av ett lager atmosfär av tjocklek dz.
Därmed,
{\displaystyle {\frac {dP}{dz}}=-g\rho }
För små dz är det möjligt att anta att g är konstant; minustecknet indikerar att när höjden ökar så minskar trycket. Därför genom att använda tillståndsekvationen för en ideal gas med medelmolekylmassa m vid temperatur T kan densiteten uttryckas som:
{\displaystyle \rho ={\frac {mP}{kT}}}
Genom att kombinera ekvationerna fås:
{\displaystyle {\frac {dP}{P}}={\frac {-dz}{\frac {kT}{mg}}}}
vilket kan användas i ekvationen för skalhöjden H för att få:
{\displaystyle {\frac {dP}{P}}=-{\frac {dz}{H}}}
vilken inte kommer ändras om inte temperaturen gör det. Genom att integrera ovanstående och anta att P0 är trycket vid höjden z = 0 (trycket vid havsnivå) kan trycket vid höjden z skrivas som:
{\displaystyle P=P_{0}e^{(-{\frac {z}{H}})}}
Detta visar att trycket minskar exponentiellt med ökad höjd.